# Лујо Војновић
Лујо Војновић (Сплит, 15. април 1864 – Загреб, 18. април 1951) био је српски правник, адвокат, историчар, дипломата, сенатор и писац из старе српске племићке породице Војновића.

## Биографија

### Порекло и породица
Лујо Војновић пореклом је из српске православне породице венецијанских кнезова (conte veneto) Војновића, која се око 1690. из Поповог Поља преселила у Херцег Нови. Млетачка република 1771. и Хабзбуршка монархија 1815, потврдиле су право коришћења породичног грба средњовековних Војиновића и коришћење титуле ужичких кнезова, јер је Ужице било седиште средњовековних Војиновића.
Прадеда Луја Војновића био је руски официр мајор кнез Ђорђе Васиљевић Војновић (1760-1821), који се након освајања Анконе 1799. оженио Италијанком из Анконе Касандром Ангели Радовани (1748—1837). Њихов син конте ужички Јован Војновић (1811-1837), умро је млад у 26. години живота и оставио је два малолетна сина, Константина и Ђорђа и удовицу Катарину Војновић, рођ. Гојковић, чија мајка је била из породице митрополита карловачког Стевана Стратимировића. Удовица Катарина Војновић удала се у католичку италијанску породицу Пелегрини, а синови од 5 и 4 године, Константин и Ђорђе, отишли су да живе код баке по оцу, Касандре Војновић, рођ. Ангели Радовани, која их је убрзо уписала у дубровачку католичку школу под управом једног католичког калуђерског реда, где су деца током школовања покатоличена. Док је Костантин, отац Лујов остао католик, његов млађи брат Ђорђе вратио се у православну веру. Ђорђе ће касније бити председник општине Херцег Нови и један од вођа Српске странке, посланик, а затим и председник Далматинског сабора. Константин ће такође бити посланик у Далматинском сабору, као и професор права на загребачком универзитету.
Био је други син кнеза ужичког Константина Ј. Војновића (1832—1903), правника, универзитетског професора и Марије Сераљи (Maria Serragli) (1836-1922) из Дубровника, кћерке Луја Луиђија де Сераљија (Luigi de Serragli) (1808-1902), трговца чији је отац из Имоле у Италији дошао у Дубровник. Рођен је у Сплиту, али се држао правим одушевљеним Дубровчанином. Лујо је имао брата Ива, познатог књижевника и три сестре, Катицу, Еугенију и Кристину.
Из брака са супругом Тинком имао две кћерке, Марију и Ксенију. Преминуо је у Загребу 1951. у 88. години.

## Друштвени ангажман
Докторирао је права у Грацу, а потом се бавио адвокатуром у Трсту. Био је дубровачки адвокат и човек "са два српска двора". У то време (1896) се оженио и посветио истраживању дубровачке историје. Године 1896. др Лујо Војновић "Србин католичке вере из Дубровника" постаје секретар црногорског кнеза Николе а затим министар правде Књажевине Црне Горе, опуномоћени посланик Црне Горе у Ватикану (1901-1903). У Црној Гори је остао до почетка Првог светског рата а напушта је због сукоба са краљем Николом. За сјајно написану књигу о Дубровнику и турском царству, 1900. године је изабран за члана француског, елитног "Друштва за историју дипломатије". Од 1904. до 1906. године био је он гувернер (учитељ и васпитач) краљевића Александра Карађорђевића у Београду, на двору Петра I Карађорђевића. Између 1907. и 1911. године у Бугарској је припремао терен за српско-бугарски споразум. У Црну Гору се враћа 1912, као шеф кабинета краља Николе. Од 1913. до 1914. године делегат је Црне Горе на Лондонској конференцији где потписује мир са Турском, 28. маја 1913. године. Од 1915. до 1920. био је у дипломаткој служби Краљевине Србије У Риму И Паризу.
Након Првог светског рата Војновић је југословенски оријентисан угледни дипломата и политичар. Године 1920. улази у политику као "књижевник из Загреба". Учествовао је на Мировној конференцију у Пару као југословенски делегат. Био је министар пре Шестојануарске диктатуре. Године 1927. избила је у јавност афера око наводног Војновићевог издајства. Морао је да се брани судском тужбом у Загребу, од клевете др Хинка Хинковића, да је током рата био аустријски плаћеник у Швајцарској.
Године 1929. др Лујо Војновић је био југословенски делегат за Међународну интелектуалну сарадњу у Женеви. Често се бави у Паризу, спада у ред наших франкофила, где ужива углед и држи предавања на Сорбони. Изабран је те године за члана "Историјског друштва у Новом Саду", као "министар на расположењу" из Београда. Одликовао га је 1934. године председник Француске, командерским редом Легије части. Био је именован за сенатора у јануару 1938. године.
Подржавао је политику намесника кнеза Павла и залагао за решавање српског-хрватског питања и противио федералицији.
Током Другог свјетског рата био је повучен и проводио је вријеме пишући о Дубровачкој републици.

## Књижевни и научни рад
Лујо Војновић се бавио писањем - историографијом и књижевним радом. У делу "Дубровачке елегије" описао је ("оплакао") стари дични Дубровник. Загребачки издавач Мирко Брајер објавио је 1912. године збирку 10 краћих радова Војновићевих, насталих у периоду 1890-1909. године. Књига је имала наслов "Књижевни часови". Његова два значајна историјска дела су: "Дубровник и Османско царство" (Београд, 1898) и "Пад Дубровника (1797-1815)" (у два тома, Загреб, 1908). Његову историјску расправу "Односи Дубровника са Француском", објавили су Француски поштоваоци на француском језику. Остало су мањи историографски радови - монографије на неку ужу тему. Занимљива је његова књига "Вођа кроз Дубровник и околна мјеста" где осветљава српске етничке корене свог завичаја.

### Значајна дела
- Војновић, Лујо (1898). Дубровник и Османско царство. 1. Београд: Српска краљевска академија.
- Vojnović, Lujo (1908a). Pad Dubrovnika (1797-1806). 1. Zagreb: Dionička tiskara.
- Vojnović, Lujo (1908b). Pad Dubrovnika (1807-1815). 2. Zagreb: Dionička tiskara.
- Voinovich, Louis (1917). La Dalmatie, l'Italie et l'Unité Yougoslave (1797-1917): Une contribution à la future paix européenne. Genève: Georg.
- Voinovich, Luigi (1917). Dalmazia, Italia ed unità jugoslava (1797-1917): Un contributo alla futura pace europea. Genève: Georg.
- Voinovitch, Louis (1934a). Histoire de Dalmatie. 1. Paris: Hachette.
- Voinovitch, Louis (1934b). Histoire de Dalmatie. 2. Paris: Hachette.
- Vojnović, Lujo (1962). Kratka istorija Dubrovačke republike. New York: Marica Schidlof-Vojnović.
  - Vojnović, Lujo (2005). Istorija Dubrovačke republike. Beograd: Ars Libri; Neven.
  - Vojnović, Lujo (2018). Istorija Dubrovačke republike. Beograd: Zadužbina Vladete Jerotića; Domus editoria Ars libri.

## Критика
Лазар Томановић је замерао Војновићу што је пишући своје успомене о краљу Петру, рекао једну (по њему) неистину о књазу Николи Петровићу. Лујо је био књажев миљеник и кратко министар правде Црне Горе, а том клеветом је укаљао образ и Лазара Томановића, као председника Великог суда. Лујо је написао да је Никола мењао пресуде Великог суда. Томановић га је позвао да изнесе бар један такав случај, а ако то не уради да остаје клеветник најниже врсте. Томановић је критиковао и остале Војновиће, Ђуру и Иву...